# Işıkvuran
Işıkvuran ist ein Dorf (Köy) im Landkreis Ovacık der türkischen Provinz Tunceli. Im Jahre 2011 lebten in Işıkvuran 7 Menschen.
Der ursprüngliche Name der Ortschaft lautete Hars. Dieser Name ist armenischer Herkunft und bedeutet "Braut". Işıkvuran wurde im Oktober 1994 Jahren gebrandschatzt und geräumt. Nach Aussage der Dorfbewohner waren die Sicherheitskräfte die Täter. Die Brandschatzung erfolgte im Rahmen der Kämpfe mit der PKK. Später wurde das Dorf neu besiedelt.